# Serie A (rugby a 15 maschile)
Serie A è il nome con cui, dalla stagione 2013-2014, è noto il campionato nazionale italiano maschile di seconda divisione di rugby a 15.
Dal 1946-1947 fino a tutta la stagione 1985-1986 il nome Serie A indicò il campionato di prima divisione nazionale (oggi noto come Serie A Élite).
Il campionato di seconda divisione si è storicamente chiamato Seconda Divisione (nella stagione 1933-1934), Prima Divisione (dal 1934-1935 al 1935-1936), Promozione (dal 1936-1937 al 1940-1941), Serie B (dal 1941-1942 al 1985-1986), Serie A2 (dal 1986-1987 al 2000-2001), una prima volta Serie A1 (dal 2001-2002 al 2006-2007) e di nuovo Serie A1 (dal 2007-2008 al 2013-2014).
Si disputa tra ottobre e maggio tra 30 squadre ripartite su 3 gironi su base regionale e successive play-off promozione e play-out retrocessione.
Quattro sono le retrocessioni in Serie B, previste per le tre squadre che terminano la stagione al decimo posto nel proprio girone e una delle tre squadre giunte none, fra le quali è previsto un mini-girone di play-out. Con lo stesso schema sono invece organizzate le promozioni in Serie A Élite e l’assegnazione del titolo di Campione d’Italia di Serie A: le tre squadre che vincono i gironi si qualificano automaticamente alle semifinali, raggiunte da una delle squadre arrivate seconde all'indomani di un mini-girone di play-off che ha luogo nelle stesse date dei play-out.
Nella stagione 2024-2025 i gironi sono 4: Serie A1 (girone 1 meritocratico) e A2 (gironi 2, e 3 e 4).

## Storia
La Serie A dalla stagione 1946-47 alla stagione 1985-86 fu la massima serie del campionato italiano.

Nel 1986 una prima riforma istituì i campionati di Serie A1, la massima serie del campionato italiano, e di Serie A2, la quale diventò la seconda divisione, portando pertanto la Serie B nella terza posizione della scala gerarchica dei tornei di rugby a 15 italiani.
Ad eccezione della prima stagione che si svolse senza play-off, la formula rimase fino al 1993 quella del girone unico all'italiana con partite di andata e ritorno, al termine del quale le migliori classificate salivano direttamente in Serie A1 e avevano la possibilità di disputare i play-off scudetto, mentre le classificate dal terzo al sesto posto si scontravano con le classificate dal settimo al decimo posto di Serie A1 per eventuali altri passaggi di categoria. Le ultime due classificate retrocedevano in Serie B.
Dal 1993 al 2000 si optò per dividere il campionato in due fasi: una prima parte in cui le squadre erano suddivise in gironi all'italiana paritetici con incontri di andata e ritorno, e una seconda parte in cui le migliori classificate disputavano le poule promozione e le peggiori le poule salvezza. Durante le prime due stagioni di questa nuova formula le migliori classificate delle poule promozione disputarono i play-off per sancire le formazioni promosse.
Nel 2000 si tornò alla formula a girone unico per tre stagioni, la prima a 12 squadre e le successive a 14, per poi tornare nuovamente alla modalità dei gironi paritetici con play-off a fine stagione. Nello stesso anno si assunse il sistema di punteggio dell'emisfero sud, ovvero 4 punti per ogni vittoria e 2 per il pareggio, più due punti di bonus a partita in caso di segnatura di almeno 4 mete e sconfitta con meno di 8 punti di scarto dalla squadra avversaria. Con l'istituzione del Super 10 nel 2001 la seconda divisione assunse la denominazione di Serie A, inoltre da questa stagione la squadra vincitrice poté fregiarsi del titolo di Campione d'Italia di Serie A.
Un'ulteriore riforma nel 2007 istituì le nuove Serie A girone A e Serie A girone B, comunemente ma impropriamente denominate rispettivamente Serie A1 e Serie A2. Consisteva in due gironi non paritetici, equivalenti perciò a due differenti livelli della gerarchia del campionato italiano di rugby a 15, le cui quattro squadre migliori classificate al termine della stagione regolare (3 per la Serie A1 e 1 per la Serie A2), disputavano i play-off per la promozione nella massima serie e la conquista del titolo di Campione d'Italia di Serie A, le ultime due classificate della Serie A2 scendevano direttamente in Serie B, mentre le ulteriori quattro peggiori classificate (2 per la Serie A1 e 2 per la Serie A2) si scontravano nei play-out per determinare due ulteriori retrocessioni.
Per completare i passaggi tra i due gironi della Serie A, la vincitrice della A2 l'anno successivo saliva in A1, mentre le due squadre vincitrici dei playout, e quindi non retrocesse in B, passavano in A2.
Dal 2014 il formato cambiò nuovamente: si tornò alla denominazione di Serie A e al campionato suddiviso nelle due fasi, la prima con i gironi all'italiana paritetici su base regionale, mentre la seconda con le poule promozione e retrocessione. Le migliori quattro squadre delle poule promozione disputavano le finali per la promozione in Eccellenza e il titolo di Campione d'Italia di Serie A.
Dal 2018 il formato cambiò, a causa dell'ampliamento della massima serie da 10 a 12 squadre. Venne mantenuta la denominazione di Serie A e la prima fase con i gironi all'italiana paritetici su base regionale, anche se le squadre passarono da 24 a 30 in tre gironi da dieci squadre ciascuna. Quattro furono le retrocessioni in Serie B, previste per le tre squadre classificatesi al decimo posto nel proprio girone al termine della stagione regolare e una delle tre squadre giunte none, fra le quali fu previsto un mini-girone di play-out. Con lo stesso schema furono invece organizzate le promozioni in TOP12 e l’assegnazione del titolo di Campione d’Italia di Serie A: le prime squadre dei rispettivi gironi si qualificavano automaticamente alle semifinali, raggiunte da una delle squadre arrivate seconde all'indomani di un mini-girone di play-off che aveva luogo nelle stesse date dei play-out.

## Formato
Il campionato è diviso in due fasi: durante la prima le 30 squadre partecipanti sono suddivise in 3 gironi all'italiana su base regionale e vicinanza territoriale da dieci squadre ciascuno.
Al termine della prima fase le migliori classificate di ciascun girone vengono assegnate nella seconda fase a due poule promozione, mentre le peggiori tre vengono assegnate automaticamente alle semifinali, raggiunte da una delle squadre arrivate seconde all'indomani di un mini-girone di play-off. Le semifinali dei play-off prevedono incontri di andata e ritorno, mentre la finale è disputata in gara unica su campo neutro.
Quattro sono le retrocessioni in Serie B, previste per le squadre che terminano a prima fase al decimo ed ultimo posto di ogni girone e per una delle tre squadre giunte none, fra le quali è previsto un mini-girone di play-out che ha luogo nelle stesse date dei play-off.

## Albo d'oro

### Stagioni
| Edizione              | Promozioni                           | Retrocessioni                                         |
| --------------------- | ------------------------------------ | ----------------------------------------------------- |
| 1986-87               | Lyons San Donà                       | CUS Padova Rugby Milano                               |
| 1987-88               | Calvisano Noceto                     | Frascati Paese                                        |
| 1988-89               | Amatori Catania Parma Livorno        | Viadana Tre Pini Padova                               |
| 1989-90               | Tarvisium Noceto                     | Villorba Belluno                                      |
| 1990-91               | Rugby Roma Lyons                     | Benevento Bergamo Paese                               |
| 1991-92               | Casale Calvisano                     | Belluno Paganica                                      |
| 1992-93               | Tarvisium CUS Roma Mirano            | Noceto Benevento                                      |
| 1993-94               | Bologna                              | Benevento Thiene                                      |
| 1994-95               | Piacenza Livorno Calvisano           | Belluno Cesena CUS Roma Lyons Reggio Emilia Villorba  |
| 1995-96               | Bologna Colleferro                   | Casale Frascati Modena Rieti                          |
| 1996-97               | Fiamme Oro Piacenza                  | CUS Genova CUS Roma Lyons Noceto Segni Zagara         |
| 1997-98               | CUS Padova Parma Mirano              | Casale Partenope Tarvisium                            |
| 1998-99               | Bologna Viadana                      | Amatori Catania Mogliano Viterbo                      |
| 1999-2000             | GRAN Parma Livorno                   | Benevento Colleferro Paese                            |
| 2000-01               | Bologna                              | Belluno CUS Genova Modena                             |
| 2001-02               | Silea                                | CUS Padova Livorno Partenope                          |
| 2002-03               | Leonessa                             | CUS Ferrara Fiamme Oro                                |
| 2003-04               | Amatori Catania                      | Paese Badia                                           |
| 2004-05               | Veneziamestre                        | San Donà Colleferro Mirano Fiamme Oro                 |
| 2005-06               | Capitolina                           | CUS Padova Sannio Livorno Bologna                     |
| 2006-07               | Veneziamestre                        | CUS Verona Frascati Avezzano Partenope                |
| A1 2007-08 A2 2007-08 | Rugby Roma                           | CUS Padova Reggio Emilia Modena Segni                 |
| A1 2008-09 A2 2008-09 | I Cavalieri L’Aquila                 | Colleferro                                            |
| A1 2009-10 A2 2009-10 | S.S. Lazio Noceto Mogliano           | Amatori Alghero Mirano                                |
| A1 2010-11 A2 2010-11 | Calvisano San Gregorio Reggio Emilia | Amatori Milano Gladiatori Sanniti Asti Piacenza       |
| A1 2011-12 A2 2011-12 | San Donà Fiamme Oro                  | Livorno Grande Milano Rugby Milano Gladiatori Sanniti |
| A1 2012-13 A2 2012-13 | Capitolina                           | CUS Padova Amatori Parma Avezzano Modena San Gregorio |
| A1 2013-14 A2 2013-14 | L’Aquila                             | Amatori Alghero Amatori Capoterra Benevento Romagna   |
| 2014-15               | Lyons                                | Badia Firenze 1931 Piacenza Roccia Rubano             |
| 2015-16               | Reggio Emilia                        | CUS Perugia CUS Roma CUS Torino Paese                 |
| 2016-17               | I Medicei                            | Badia Capitolina Casale Pesaro                        |
| 2017-18               | Verona Valsugana                     | Nessuna                                               |
| 2018-19               | Lyons Colorno                        | Benevento CUS Milano Brescia Primavera                |
| 2019-20               | Annullato                            | Annullato                                             |
| 2020-21               | Non disputato                        | Non disputato                                         |
| 2021-22               | CUS Torino                           | Nessuna                                               |
| 2022-23               | Vicenza                              | Romagna Pro Recco CUS Genova                          |
| 2023-24               | S.S. Lazio                           | Nessuna                                               |
| 2024-25               | Biella                               | Monferrato Patavium Villa Pamphili San Donà Primavera |

### Campioni d’Italia di Serie A
| Edizione | Vincitrice      | Finalista       | Risultato       | Risultato |
| -------- | --------------- | --------------- | --------------- | --------- |
| 2001-02  | Silea           | Silea           | Silea           |           |
| 2002-03  | Leonessa        | Leonessa        | Leonessa        |           |
| 2003-04  | Amatori Catania | Amatori Catania | Amatori Catania |           |
| 2004-05  | Veneziamestre   | Capitolina      | 44-8            | 44-8      |
| 2005-06  | Capitolina      | Rugby Roma      | 20-9            | 20-9      |
| 2006-07  | Veneziamestre   | I Cavalieri     | 13-10           | 13-10     |
| 2007-08  | Rugby Roma      | L’Aquila        | 24-10           | 24-10     |
| 2008-09  | I Cavalieri     | L’Aquila        | 25-18           | 25-18     |
| 2009-10  | S.S. Lazio      | Noceto          | 43-6            | 43-6      |
| 2010-11  | Calvisano       | Firenze 1931    | 19-0            | 19-0      |
| 2011-12  | San Donà        | Fiamme Oro      | 13-9            | 13-9      |
| 2012-13  | Capitolina      | Pro Recco       | 29-16           | 29-16     |
| 2013-14  | L’Aquila        | Lyons           | 28-18           | 28-18     |
| 2014-15  | Lyons           | Pro Recco       | 26-19           | 26-19     |
| 2015-16  | Reggio Emilia   | Pro Recco       | 33-5            | 33-5      |
| 2016-17  | I Medicei       | L’Aquila        | 38-14           | 38-14     |
| 2017-18  | Verona          | Valsugana       | 20-14           | 20-14     |
| 2018-19  | Lyons           | Colorno         | 29-17           | 29-17     |
| 2021-22  | CUS Torino      | Capitolina      | 29-25           | 29-25     |
| 2022-23  | Vicenza         | S.S. Lazio      | 21-18           | 21-18     |
| 2023-24  | S.S. Lazio      | CUS Torino      | 26-23           | 26-23     |
| 2024-25  | Biella          | Parabiago       | 19-17           | 19-17     |